# Wyładowanie niezupełne
W elektrotechnice, wyładowanie niezupełne (WNZ) jest to lokalne przebicie elektryczne małej części izolacji elektrycznej, stałej bądź ciekłej, pod wpływem stresu wywołanego wysokim napięciem, które nie zwiera zupełnie elementów przewodzących.

## Klasyfikacja wyładowań niezupełnych
Rozróżnia się trzy rodzaje wyładowań niezupełnych: wyładowania koronowe, powierzchniowe wyładowania niezupełne i wewnętrzne wyładowania niezupełne.

### Wyładowania koronowe
Są najczęściej występującymi spośród wyładowań niezupełnych, a zarazem najmniej szkodliwymi w skutkach. Ich obecności doświadczyć można pod naziemną linią wysokiego napięcia w wilgotny dzień. Objawiają się one poprzez słyszalny charakterystyczny dźwięk. Szczegółowy opis tego zjawiska znajduje się pod hasłem wyładowanie koronowe.

### Powierzchniowe wyładowania niezupełne
Powierzchniowe wyładowania niezupełne występują na powierzchni elementów izolacyjnych. Najczęstszymi powodami ich powstawania oraz czynnikami zwiększającymi ich aktywność są zanieczyszczenia powierzchni oraz wilgotność. Aktywność powierzchniowych WNZ objawia się poprzez:
- emisję fal elektromagnetycznych (ciepło, światło, fale radiowe),
- emisję fal dźwiękowych (dźwięki słyszalne i ultradźwięki),
- emisję gazów (ozon, tlenki azotu).

Niepożądanym efektem działalności powierzchniowych WNZ jest zwęglenie zewnętrznej części izolacji, erozja izolacji i powstanie charakterystycznego drzewienia. Widoczne "ścieżki" drzewienia są przewodzące, co powoduje zmniejszenie efektywnej drogi upływu. Ostateczną konsekwencją narastającego drzewienia jest zmniejszenie drogi upływu, a zatem osłabienie izolacji do momentu, gdy nie będzie ona w stanie pełnić swojej funkcji i nastąpi wyładowanie zupełne, czyli zwarcie.
We wczesnym stadium fale ultradźwiękowe generowane przez aktywność powierzchniowych WNZ są z łatwością wykrywane ultradźwiękowo w zakresie 40 kHz przy użyciu odpowiednich instrumentów. W niektórych przypadkach i w różnych stadiach wyładowania te emitują sygnał słyszalny o charakterystycznym brzmieniu, podobnym do wyładowań koronowych.
Wyładowania powierzchniowe powodują połączenie pary wodnej z  tlenkami azotu tworzy kwas azotowy, który atakuje metalowe konstrukcje urządzeń i prowadzi do ich zaawansowanej korozji. Kwas azotowy ma również szkodliwe działanie na powierzchnie izolacji, jako że może wzmagać powstawanie drzewienia.
Powierzchniowe wyładowania niezupełne występują rzadziej niż wyładowanie koronowe, ale ich szkodliwość jest dużo większa ze względu na to, że przyczyniają się one bezpośrednio do niszczenia izolacji. Ponieważ często są one powodowane zabrudzeniami izolacji oraz wilgotnością powietrza, wcześnie zdiagnozowane, mogą być całkowicie usunięte poprzez dokładne przeczyszczenie izolatora. Zmniejszenie wilgotności powietrza, np. poprzez zwiększenie temperatury, może również zdezaktywować powierzchniowe WNZ.

### Wewnętrzne wyładowania niezupełne
Wewnętrzne wyładowania niezupełne występują wewnątrz materiału izolacyjnego. Powodowane są przez jakość procesu produkcyjnego izolacji, jakość materiału, konstrukcję i wiek.
Wyładowania te inicjowane są najczęściej w szczelinach powietrznych, występujących wewnątrz materiału izolacyjnego. Materiałem tym może być izolacja stała lub ciekła (np. olej transformatorowy). Ponieważ wytrzymałość elektryczna szczeliny jest znacznie mniejsza niż ta otaczającej ją izolacji, wartość pola elektrycznego wzdłuż szczeliny jest większa w porównaniu z wartością pola dla otaczającej szczelinę izolacji. W przypadku, gdy wartość pola wzdłuż szczeliny przekroczy wartość napięcia przebicia, dojdzie do zjawiska wyładowania niezupełnego.
Powstałe przebicia są źródłem ciepła, światła, dymu, dźwięku i fal elektromagnetycznych. Jednakże możliwa jest tylko detekcja fal elektromagnetycznych, gdyż pozostałe zjawiska są szczelnie chronione przez otaczającą izolację.
Ta aktywność mikroskopijnych wyładowań powoduje wewnętrzną erozję izolacji wokół istniejących szczelin powodując, że stają się one większe, a zatem energia uwalniana podczas każdego wyładowania zwiększa się. Dochodzi do zwęglenia wewnętrznej powierzchni szczeliny, co powoduje, iż staje się ona coraz bardziej przewodząca i zwiększa natężenie pola elektrycznego na sąsiadującą szczelinę, która może nie być jeszcze przewodząca. W przypadku, gdy wystarczająca ilość przewodzących szczelin jest obecna wewnątrz materiału izolacyjnego, jego zdolności izolacyjne są zachwiane nawet podczas normalnych warunków pracy, ale w szczególności podczas krótkotrwałych przepięć.
W praktyce wyładowania te spotykane są najrzadziej. Są one również najniebezpieczniejszymi spośród trzech typów wyładowań, jako że ich obecność nie może być w żaden sposób stwierdzona przez operatora urządzeń wysokiego napięcia bez wykorzystania specjalistycznych narzędzi diagnostycznych. Rozwijające się i niekontrolowane wewnętrzne wyładowania niezupełne prowadzić mogą do nieoczekiwanych i groźnych awarii.

## Charakterystyka WNZ

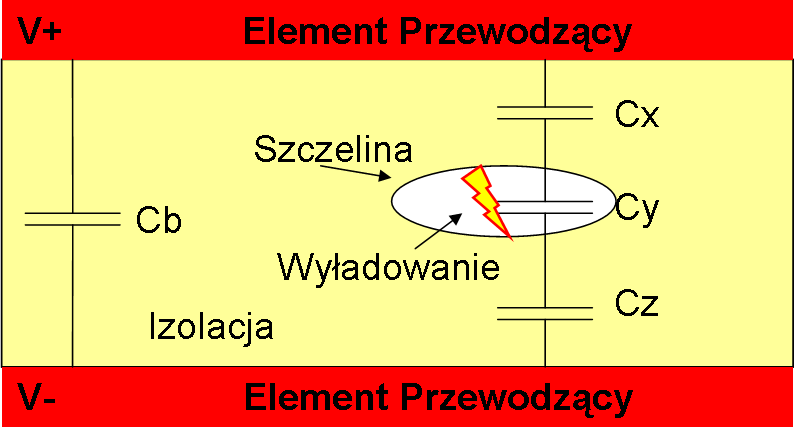
Wyładowanie niezupełne wewnątrz izolacji stałej. Podczas przeskoku miniaturowej iskry poprzez szczelinę powietrzną wewnątrz izolacji, dochodzi do przepływu małego prądu, który jest tłumiony poprzez pojemnościowy dzielnik napięcia Cx, Cy, Cz zrównoleglony pojemnością kabla Cb

### Model wyładowania niezupełnego
Model dielektryka zawierającego szczelinę może być przedstawiony jako pojemnościowy dzielnik napięciowy zrównoleglony pojemnością kabla (patrz rysunek obok). Kondensator Cx reprezentuje pojemność pomiędzy elementem przewodzącym V+ a górną powierzchnią szczeliny powietrznej. Kondensator Cy jest pojemnością szczeliny powietrznej, podczas gdy Cz to pojemność izolacji, gdzie jedną elektrodą jest dolna powierzchnia szczeliny, a drugą element przewodzący V-. Równoległy kondensator Cb reprezentuje pozostałą pojemność kabla.

### Prądy wywołane wyładowaniami niezupełnymi
Podczas inicjacji wyładowania niezupełnego powstają przejściowe impulsy prądu wysokiej częstotliwości, których czas trwania jest rzędu nanosekund, a w niektórych przypadkach mikrosekund. Prądy te mogą się pojawiać i zanikać cyklicznie.
Zjawiskiem towarzyszącym przepływowi prądu, w tym prądów WNZ, jest emisja fal elektromagnetycznych. Detekcja tychże fal może wskazać na istnienie wyładowań niezupełnych.

## Detekcja wyładowań i systemy pomiarowe
Wiele metod detekcji WNZ zostało zaproponowanych od czasu, gdy zauważono ich dewastujący wpływ na izolacje urządzeń wysokiego napięcia. Istniejące metody podzielić można na metody inwazyjne i metody nieinwazyjne.
Metody inwazyjne wykorzystują bezpośrednie połączenie przyrządu pomiarowego z elementem pod napięciem badanego urządzenia. W ten sposób prądy WNZ mogą być wykryte z największą dokładnością, jako że bezpośrednio mogą one przepływać przez sondę pomiarową. Wykonywanie takich pomiarów jest najwygodniejsze w specjalistycznych laboratoriach wysokich napięć. Użycie metod inwazyjnych na pracujących urządzeniach jest uciążliwe ze względu na to, iż wymaga odłączenia wysokiego napięcia na czas instalacji przyrządów pomiarowych, bądź wykorzystania metod pracy pod napięciem. Jednostką, w której wyrażane są wyładowania niezupełne, mierzone przyrządami inwazyjnymi, jest pikokulomb.
Metody nieinwazyjne oferują szybką i wygodną możliwość wykrycia aktywności WNZ w urządzeniach pod napięciem, nie wprowadzając dodatkowego ryzyka dla osób wykonujących pomiar. Najczęściej wykorzystane techniki to metoda ultradźwiękowa i elektromagnetyczna, a mierniki mogą być podręcznymi przenośnymi przyrządami diagnostycznymi lub instalacjami półprzenośnymi, mającymi na celu ciągły monitoring urządzeń wysokiego napięcia.
W przypadku instrumentów nieinwazyjnych podane są wartości mierzonej wielkości pośredniej (ciśnienie akustyczne w przypadku ultradźwięków lub poziom impulsu elektromagnetycznego).

## Normy Krajowe
- PN-86/E-04066 (TEC270) "Pomiary wyładowań niezupełnych"

## Standardy międzynarodowe
- IEC 60270:2000/BS EN 60270:2001 "High-Voltage Test Techniques – Partial Discharge Measurements"
- IEEE 400-2001 "IEEE Guide for Field Testing and Evaluation of the Insulation of Shielded Power Cable Systems"
- IEEE 1434-2000 "IEEE Trial-Use Guide to the Measurement of Partial Discharges in Rotating Machinery"